# デュメリリィ・エンゼル
デュメリリィ・エンゼル、ブラジリアン・エンゼル、レオポルディ・エンゼル（学名：Pterophyllum leopoldi） は、エンゼルフィッシュの野生種のひとつで、アマゾン川を中心に生息する。以前の学名がPterophyllum dumeriliiだった事からこの名前で呼ばれる。分類によってはスカラレ・エンゼルと同種とされることもある。

## 形態
体長は12cmほど。他の種類に比べ頭頂部がなだらかで、押しつぶされたような姿は好みが分かれるが、成魚になれば原種エンゼルの中で、もっともカラフルな種類といわれている。目の部分にある黒帯の間にやや薄色の暗線がスカラレ・エンゼルやアルタム・エンゼルが1本に対し、2本あることが顕著な差異である。

## 人間とのかかわり
デュメリリィは1855年には発見されているが、輸入される量が少なく珍種として扱われている。
日本においても水槽内での繁殖例が報告されているが、他のエンゼル同様ペアを組み産卵から稚魚が大きくなるまでよく世話をする。反面その間は他のエンゼルより神経質かつ攻撃的となり、ペア以外のエンゼルを死ぬまで追い掛けまわすので、ペア形成後は要注意である。

## その他のエンゼルフィッシュ
- アルタム・エンゼル
- スカラレ・エンゼル